# Robert Shiller
Robert James Shiller (Detroit, 29 marzo 1946) è un economista statunitense, è considerato uno dei padri della finanza comportamentale. Ha studiato la volatilità dei mercati finanziari, la dinamica dei prezzi e la formazione delle bolle speculative, ed è professore all'Università di Yale..
Il 14 ottobre 2013, l'Accademia reale svedese delle scienze ha deciso di premiare Shiller, insieme a Eugene Fama e Lars Peter Hansen, con il Premio Nobel per l'Economia, «per le loro analisi empiriche sui prezzi delle attività finanziarie».
È noto per aver teorizzato il rischio di "epidemie narrative" che hanno grande impatto sull'economia, al contrario di quanto postulato dal dogma dell'homo oeconomicus.
Nel 2017, Shiller è stato citato per aver definito i Bitcoin la più grande bolla finanziaria dell'epoca.

## Biografia
Shiller è nato a Detroit, Michigan, figlio di Ruth R. (nata Radsville) e Benjamin Peter Shiller, ingegnere e imprenditore. È di origine lituana.
Shiller ha frequentato il Kalamazoo College per due anni prima di trasferirsi all'Università del Michigan, dove si è laureato nel 1967 in economia e ha conseguito un dottorato al MIT nel 1972 con una tesi intitolata "Aspettative razionali e struttura dei tassi di interesse" sotto la supervisione di Franco Modigliani.

## Carriera
Shiller ha insegnato a Yale dal 1982 e in precedenza ha ricoperto incarichi di facoltà presso la Wharton School dell'Università della Pennsylvania e dell'Università del Minnesota, tenendo anche frequenti lezioni presso la London School of Economics. Ha scritto su argomenti economici che spaziano dalla finanza comportamentale, al settore immobiliare e alla gestione del rischio, ed è stato co-organizzatore dei seminari NBER sulla finanza comportamentale con Richard Thaler dal 1991. Il suo libro "Macro Markets" ha vinto il primo Paul A annuale di TIAA-CREF Samuelson. Dal 2003 è un collaboratore di Project Syndicate.
Nel 1981 Shiller pubblicò un articolo in cui sfidava l'ipotesi del mercato efficiente, che all'epoca era la visione dominante nella professione economica. Shiller ha sostenuto che in un mercato azionario razionale, gli investitori baserebbero i prezzi delle azioni sulla prevista ricezione di dividendi futuri, attualizzati. Ha esaminato la performance del mercato azionario statunitense dagli anni '20 e ha considerato il tipo di aspettative di dividendi futuri e tassi di sconto che potrebbero giustificare l'ampia gamma di variazioni sperimentate nel mercato azionario. Shiller ha concluso che la volatilità del mercato azionario era maggiore di quanto potesse plausibilmente essere spiegata da qualsiasi visione razionale del futuro. Questo articolo è stato successivamente nominato come uno dei "20 migliori" articoli nei 100 anni di storia dell'American Economic Association.
La scuola di finanza comportamentale ha acquisito nuova credibilità dopo il crollo del mercato azionario dell'ottobre 1987. Il lavoro di Shiller includeva ricerche di sondaggi che chiedevano a investitori e operatori di Borsa cosa li motivava a fare scambi; i risultati hanno ulteriormente rafforzato la sua ipotesi secondo cui queste decisioni sono spesso guidate dall'emozione invece che dal calcolo razionale. Gran parte di questi dati di indagine sono stati raccolti ininterrottamente dal 1989.
Nel 1991 ha formato Case Shiller Weiss con gli economisti Karl Case e Allan Weiss, che sono stati CEO dall'inizio alla vendita a Fiserv. La società ha prodotto un indice delle vendite ripetute utilizzando i dati sui prezzi di vendita delle case provenienti da tutta la nazione, studiando le tendenze dei prezzi degli immobili. L'indice è stato sviluppato da Shiller e Case quando Case studiava i boom insostenibili dei prezzi delle case a Boston e Shiller studiava gli aspetti comportamentali delle bolle economiche. L'indice delle vendite ripetute sviluppato da Case e Shiller è stato successivamente acquisito e ulteriormente sviluppato da Fiserv e Standard & Poor, creando l'indice Case-Shiller.

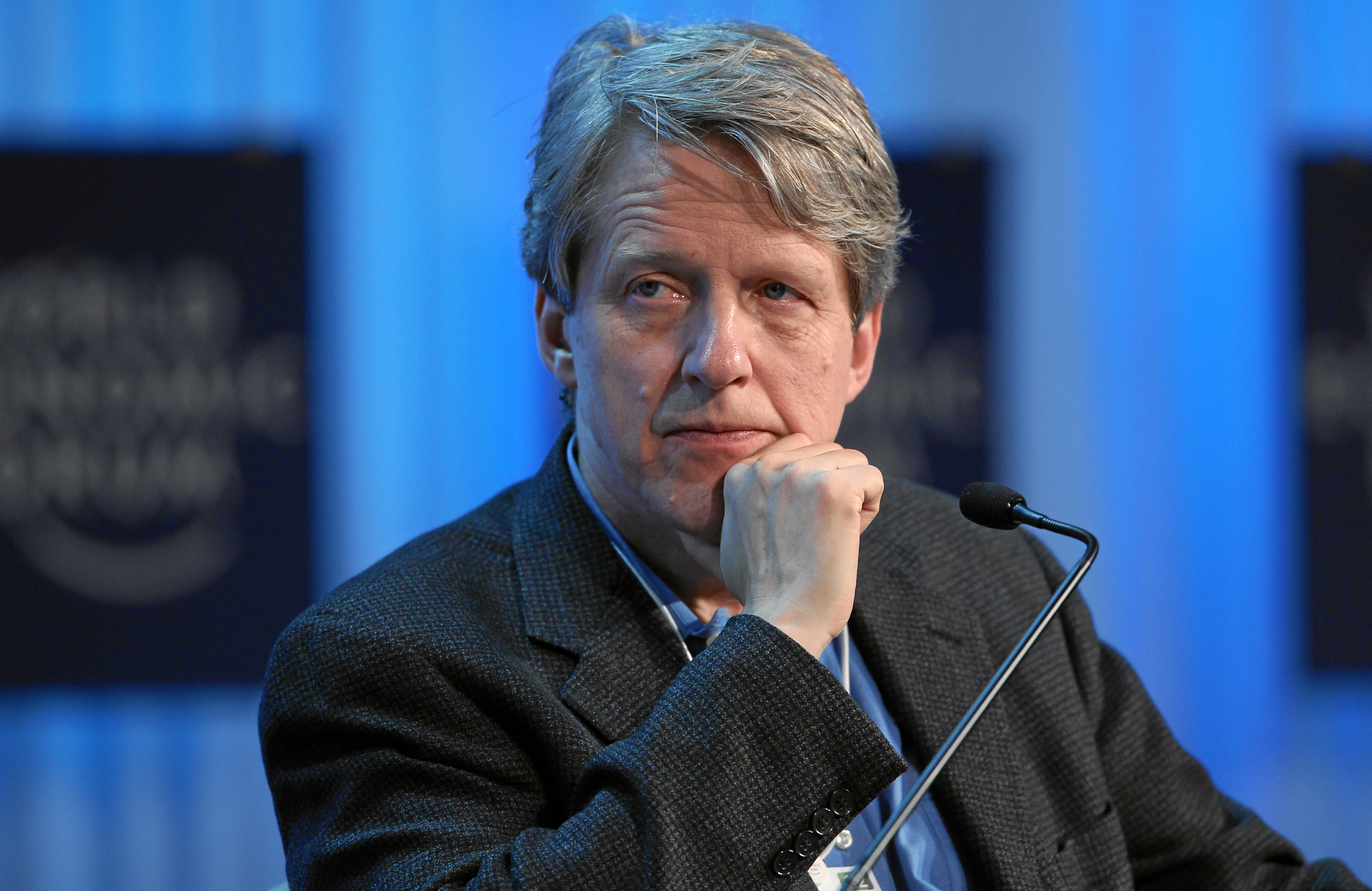
Shiller all'incontro annuale del World Economic Forum nel 2012

Nel giugno 2024, 16 premi Nobel per l'economia, tra cui Shiller, hanno firmato una lettera aperta in cui sostenevano che le politiche fiscali e commerciali di Donald Trump, insieme agli sforzi per limitare l'indipendenza della Federal Reserve, avrebbero riacceso l'inflazione negli Stati Uniti.

## Vita privata
È sposato con Virginia Marie (Faulstich), una psicologa, e ha due figli. È cresciuto come metodista.

## Opere
- George Akerlof e Robert Shiller, Ci prendono per fessi. L'economia della manipolazione e dell'inganno, Milano, Mondadori, 2016, ISBN 8804663227.